# Arizona Road
Arizona Road ist ein italienischer Actionfilm im modernen amerikanischen Westen, der mit italienischen Produktionsmitteln in Arizona 1990 gedreht wurde. Seine deutsche Erstaufführung erfuhr die Produktion direkt auf Video.

## Inhalt
Der junge, mittellose Emiliano hat schon lange einen erbitterten Feind, den Kleinstadtboss McDonaldson. Als ein alter Goldsucher, an dessen Mine Emiliano beteiligt war, erschlagen aufgefunden wird, muss er sich der Verdächtigungen der Stadtbewohner und den Intrigen von McDonaldson, die dieser mit Hilfe des korrupten Sheriffs spinnt, erwehren. Mit Hilfe der jungen Aurora, die fast ein Entführungsopfer wird, und eines FBI-Agenten gelingt ihm das auch.